# Risparmio un sogno
Risparmio un sogno è un singolo della cantante italiana Bianca Atzei, pubblicato il 15 giugno 2018. La canzone porta la firma autorale di Ultimo, cantautore romano vincitore della categoria Nuove Proposte del Festival di Sanremo 2018.

## Video musicale
In data 20 giugno, a distanza di 5 giorni dalla pubblicazione del singolo, è uscito sul canale YouTube della cantante il videoclip ufficiale, che ha visto come protagonisti la cantante stessa e Luca Onestini.                                                                                                                                   Il videoclip, con la regia di Gaetano Morbioli e produzione Run Multimedia, è stato girato presso la Villa Mosconi Bertani ad Arbizzano, in provincia di Verona.

## Classifiche
| Classifica (2018)             | Posizione massima |
| ----------------------------- | ----------------- |
| Italia (airplay indipendenti) | 9                 |